# Elm City Duets
 Elm City Duets ist ein Musikalbum von Joe Morris und Barre Phillips. Die am 19. Juni 2006 in den Firehouse 12 Studios, New Haven, Connecticut, entstandenen Aufnahmen erschienen 2008 auf Clean Feed Records.

## Hintergrund
Elm City Duets dokumentiert Duette des Gitarristen Joe Morris mit dem Bassisten Barre Phillips. Obwohl Morris und Phillips zuvor in ähnlichen Kreisen gespielt hatten, begannen sie erst 2004 offiziell zusammenzuarbeiten und zwei Jahre später nahmen sie Elm City Duets auf.

## Titelliste
- Joe Morris / Barre Phillips – Elm City Duets (Clean Feed CF130CD)[2]

1. Ninth Square	7:14
2. Recite	6:47
3. Saved Stones	6:20
4. June Song	7:44
5. Normal Stuff	11:34
6. Spirals	7:40
7. Translate	8:12
8. Got Into Some Things	15:02

Wenn nicht anders vermerkt, stammen die Kompositionen von Barre Phillips.

## Rezeption
Nach Ansicht von Clifford Allen, der das Album in All About Jazz rezensierte, ist die Idee der erweiterten Technik, ein so bedeutender Teil der [Klang]-landschaft der zeitgenössischen Improvisation, für Morris insofern eine Fehlbezeichnung, als die Idee der Improvisation selbst etwas sei, das die eigene Technik erweitern könne.  Auch die Arbeit des Bassisten Barre Phillips würde diesem Grundsatz entsprechen; als Spieler, der mit seinem gesamten Instrument neue strukturelle Wege findet und dabei eine außergewöhnlich klassische Haltung bewahrt, stehe er seit langem an der Spitze der freien Musik.
Die Entscheidung Morris’, hier nur akustische Gitarre zu spielen, schärfe die trockene, manchmal nüchterne Anmutung des improvisierten Zusammenspiels, schrieb Derek Taylor in Dusted. „Recite“ lenke die Aufmerksamkeit auf die bekannten elliptischen Muster, die seit Jahrzehnten Teil von Morris’ Idiom sind. Phillips würde  die Zwischenräume zwischen den spröden Progressionen mit bauchigem Pizzicato ausfüllen, wobei die Elastizität seiner Zupfinstrumente die Raumakustik und den natürlichen Klangabfall voll ausnutze. Sogar das Atmen des Bassisten sei in den ruhigeren Miniaturmomenten hörbar. Auch wenn noch nichts im Katalog des Gitarristen mit der Größe seines Braxton-Albums [Four Improvisations (Duo) 2007] mithalten kann, sei  diese CD ein guter Begleiter, um die Höhen zu veranschaulichen, die gleichgesinnte Improvisatoren gemeinsam erklimmen könnten.